# SMS Braunschweig
Le SMS Braunschweig est un cuirassé pré-dreadnougth de la classe Braunschweig, dont il est le navire de tête. Il est construit par la marine impériale allemande et lancé en 1901. Ses sister-ships sont les SMS Lothringen, SMS Elsaß, SMS Hessen et SMS Preußen.

## Construction
La quille du Braunschweig a été posée le 24 octobre 1901, au chantier Arsenal Germania de Kiel. Il s'agissait du troisième navire de la ligne de ce chantier pour la Marine impériale. Le lancement a eu lieu le 20 décembre 1902. Le baptême a été réalisé par le Régent du duché de Brunswick, le prince Albert de Prusse, qui a prononcé le discours de baptême. Le Braunschweig a été mis en service le 14 avril 1904, son coût était de 23 893 000 marks-or.
Le navire avait une longueur de 127,7 m et une largeur de 22,2 m et un tirant d'eau de 8,1 m. Le navire a été alimenté par trois moteurs à triple expansion. La vapeur était fourni par huit chaudières de type tube à eau et six chaudières à tubes de fumées, toutes fonctionnant au charbon. Sa puissance était de 13 000 kW générant une vitesse de pointe de 18 nœuds.
L'armement du Braunschweig se composait d'une batterie principale de quatre canons de 240 mm dans deux tourelles jumelles, une à l'avant et l'autre à l'arrière de la superstructure centrale. Son armement secondaire était composée de 14 canons de  170 mm et 18 canons de  88 mm. L'armement fut complétée par six tubes lance-torpilles.

## Histoire
En octobre 1904, à la suite de son armement, le Braunschweig fut affecté à la division II de l'escadron II de la flotte allemande. Il fut rejoint par son sister-ship le SMS Elsaß le mois suivant, la division II fut complétée par le vieux cuirassé SMS Weißenburg. La marine allemande en 1905 se composait de quatre divisions de trois cuirassés chacun, avec deux divisions par escadron, appuyée par une division de croiseurs, composée de deux croiseurs cuirassés et six croiseurs protégés.
Après le déclenchement de la Première Guerre mondiale en 1914, le Braunschweig fut affecté à l'escadron de bataille IV de la Hochseeflotte (flotte de haute mer). L'escadron était commandé par le vice-amiral Ehrhard Schmidt. En juillet 1915, à la suite de la perte du mouilleur de mines SMS Albatross dans la mer Baltique, les navires de l'escadron IV furent transférés pour renforcer les forces navales allemandes dans la région. Le 11 et 19 juillet, les croiseurs allemands, avec l'appui des navires de l'escadron IV, effectuèrent des rafles dans la mer Baltique, mais sans engager les forces russes.
En août 1915, la flotte allemande tenta de dégager le golfe de Riga des forces navales russes, afin d'aider l'avance de l'armée allemande sur la ville. L'escadron IV a été rejoint par l'escadron I, qui se composait de huit cuirassés de classe Nassau et Helgoland de la Hochseeflotte, ainsi que trois croiseurs de bataille et une foule de petites embarcations. La force opérationnelle fut placée sous le commandement du vice-amiral Franz von Hipper, mais le vice-amiral Schmidt conserva le commandement opérationnel. Dans la matinée du 8 août, les Allemands firent leur poussée initiale dans le golfe ; le Braunschweig et l’Elsaß furent chargés d'engager le pré-dreadnought russe Slava et l'empêcher de perturber les dragueurs de mines allemands. Toutefois, lorsqu'il devint évident que les dragueurs de mines ne pouvait pas dégager le champ de mines avant la nuit, Schmidt annula la tentative. Une deuxième tentative fut faite le 16 août, mais cette fois, le Braunschweig resta hors du golfe alors que le dreadnoughts SMS Nassau et SMS Posen engagèrent le Slava. Le 19 août, les champs de mines russes furent nettoyés et la flottille entra dans le golfe. Mais les rapports sur les sous-marins alliés dans la région incitèrent les Allemands à mettre fin à l'opération le jour suivant.
Le 12 octobre, le sous-marin britannique HMS E18 tira une seule torpille sur le Braunschweig, mais elle échoua à atteindre son objectif. En raison de pénuries de main-d'œuvre, les navires de l'escadron IV furent démobilisés. En 1916, le Braunschweig devint un navire-école. Le 20 août 1917, il fut transféré à Kiel pour être utilisé comme navire caserne. Dans ce rôle, le navire a soutenu la flottille de sous-marins III.
Le traité de Versailles, qui a mis fin la guerre, a précisé que l'Allemagne était autorisée à conserver six cuirassés de types Deutschland ou Lothringen. Le Braunschweig fut choisi pour rester en service actif avec la nouvelle réforme de la Reichsmarine. Le navire fut modernisé à la Kriegsmarinewerft à Wilhelmshaven de 1921 à 1922. En 1923, le pont du Braunschweig fut reconstruit et agrandi. Avec l’Elsaß et le cuirassé SMS Schlesien de la classe Deutschland, il fut affecté à la station de la mer du Nord. Le navire servit avec la flotte jusqu'en 1926, quand elle fut retirée du service actif et mise en réserve. Le 31 mars 1931, le Braunschweig a été radié du registre naval et temporairement utilisée comme ponton à Wilhelmshaven, avant d'être envoyé à la ferraille.

## Commandants
| Du 15 octobre 1904 au 30 juillet 1913   |                                                          |
| 15 octobre 1904 à septembre 1905        | Kapitän zur See Alfred Ehrlich (de)                      |
| Septembre 1905 à septembre 1907         | Kapitän zur See Hermann Jacobsen (de)                    |
| Septembre 1907 au 30 septembre 1908     | Kapitän zur See Richard Eckermann                        |
| 1er octobre 1908 au septembre 1909      | Kapitän zur See Friedrich Schrader (de)                  |
| Septembre 1909 à septembre 1910         | Kapitän zur See Karl Wilbrandt (de)                      |
| Septembre 1910 au 31 juillet 1912       | Kapitän zur See Georg von Ammon (de)                     |
| 1er août 1912 au 30 novembre 1912       | Korvettenkapitän Paul Schrader (équipage réduit)         |
| 1er décembre 1912 au 30 juillet 1913    | Kapitän zur See Karl Thorbecke                           |
| Du 1er août 1914 au 20 août 1917        |                                                          |
| 1er août 1914                           | Kapitän zur See Gottfried von Dalwigk zu Lichtenfels     |
| Août 1914 à juillet 1916                | Kapitän zur See Max Lans (de)                            |
| Juillet 1916 à août 1916                | Kapitän zur See Reinhold Schmidt                         |
| Août 1916 à décembre 1916               | Korvettenkapitän Walter Mehnert (équipage réduit)        |
| Décembre 1916 à mai 1917                | Korvettenkapitän Leo Hertzer (équipage réduit)           |
| Mai 1917 à juin 1917                    | Capitaine-lieutenant Franz Wilde (équipage réduit)       |
| Août 1912 au 20 août 1917               | Korvettenkapitän Günther Paschen (de) (équipage réduit)  |
| Du 1er décembre 1921 au 31 janvier 1926 |                                                          |
| 1er décembre 1921 à janvier 1922        | Korvettenkapitän Franz Claassen (de) (équipage réduit)   |
| Janvier 1922 à 28 février 1922          | Korvettenkapitän Albrecht Meißner (de) (équipage réduit) |
| 1er mars 1923 à octobre 1923            | Kapitän zur See Adolf Pfeiffer (de)                      |
| Octobre 1923 à janvier 1925             | Kapitän zur See Franz Wieting (de)                       |
| Janvier 1925 au 31 janvier 1926         | Kapitän zur See Gottfried Hansen                         |

### Sources
- (de) Cet article est partiellement ou en totalité issu de l’article de Wikipédia en allemand intitulé « SMS Braunschweig (1902) » (voir la liste des auteurs).